# Asarum asaroides
Asarum asaroides là một loài thực vật có hoa trong họ Aristolochiaceae. Loài này được (C.Morren & Decne.) Makino mô tả khoa học đầu tiên năm 1910.